# Кокорас, Чарльз
Чарльз Пе́трос Ко́корас (англ. Charles Petros Kocoras; род. 1938, Чикаго, Иллинойс, США) — американский юрист, федеральный судья США. Лауреат Награды Солона от Американо-греческого прогрессивного просветительского союза (AHEPA) (2016).

## Биография
Родился в 1938 году в Чикаго (Иллинойс, США) в семье греков.
В 1961 году окончил Университет Де Поля со степенью бакалавра наук.
В 1969 году получил степень доктора права в Юридическом колледже Университета Де Поля.
В 1961—1967 годах проходил военную службу в Армии Национальной гвардии штата Иллинойс.
В 1969—1971 и 1979—1980 годах занимался частной юридической практикой в Чикаго.
В 1971—1977 годах — первый помощник прокурора Федерального окружного суда Северного округа Иллинойса.
В 1977—1979 годах — председатель Торговой комиссии Иллинойса.
С 1975 года — адъюнкт-профессор Школы права имени Джона Маршалла. Является членом совета посетителей этого учебного заведения.
С 1980 года — судья (1980—2006), председательствующий судья (2002—2006) и старший судья (с 2006 года) Федерального окружного суда Северного округа Иллинойса.
Оказывая на протяжении многих лет поддержку Национальному греческому музею, выступает за возвращение скульптур Парфенона (Мраморов Элгина) из Британского музея в Грецию.

## Личная жизнь
В браке с супругой Грэйс имеет сыновей Питера, Джона и Пола. Проживают в Чикаго.